# توحيد مصر العليا والسفلى الثاني
في وقت وفاة الملك قاع، يبدو أنه قد دخل في نزاع حول العرش وبلغ ذروته في نهب المقبرة الملكية لأبيدوس. نقل مؤسس الأسرة الثانية، الملك حتب سخم وى، قبره إلى سقارة، وخلفاؤه المباشرون، ورع نب وني نتجر، فعلوا الشيء نفسه. ولكن يبدو أن بر إيب سن سعى للعودة إلى التقاليد السابقة واختار مرة أخرى أبيدوس من المملكة المصرية العليا كمكان للدفن. تم دفن أحد خلفائه هناك.

## الخلفية
كما ذكر في المقدمة، فإن مدة حكم رع نب غير معروفة. على جزء من حجر باليرمو بمدة تتراوح بين 38 و 39 عامًا لحتب سخم وى ورع نب معًا، حيث يمكن استنتاج احتمالين: إما أن يحكم كلاهما 19 عامًا أو يحكم حتب سخم وى 29 عامًا.
لا يعرف الكثير عن مجرى حكم رع نب. تحت هذا، تم جلب الآلهة أوزيريس وخنوم. حيث أن عبادة أوزيريس قد تم الاحتفال بها بالفعل في عهد الملك عج إب وشهد الإله أوزيريس نفسه منذ فجر السلالة الأولى.
تعتبر النقوش على الأواني الحجرية ذات أهمية خاصة. الاسمان الأكثر شيوعًا في النقوش المنقوشة عي السفن، كلا من «خع سخموي» (حورس، نجم كلا البلدين) و «بر إيب سن» (الثور البري).
ويعتبر حجفة الأول أيضًا بمثابة حاكم مضاد للحاكمين بر إيب سن وسخيمب. تم تقسيم المملكة المصرية العظيمة في وقت وفاة الملك ني نتجر. بعد عدة سنوات من الجفاف، قيل ان يتم تقسيم مصر إلى نصفين مستقلين وقسمها ني نتجر بين ورثته من أجل مواجهة النزاعات المرتبطة بالجفاف، والحالات الاقتصادية والمحلية. في عهد حجفة الأول، كانت مصر تتألف من نصفين من الأرض، كان الجزء الجنوبي من الملوك يسيطر عليها بر إيب سن وخع سخموي وسخيمب، بينما في الشمال بجوار حجفة الأول. ملوك مثل نِفركاسوكار ونفيركاري. انتهى تقسيم المملكة في عهد الملك خع سخموي.

## النتيجة
تم توحيد مصر العليا والسفلى علي يد الملك خع سخموي. وانتهى حكم الاسرة الثانية وو بدأ حكم الاسرة الثالثة علي يد الملك نيبكا والملك زوسر.